# São Francisco (Minas Gerais)
São Francisco – miasto i gmina w Brazylii, w stanie Minas Gerais.